# Warren Kealoha
Warren Daniels Kealoha, né le 3 mars 1903 et mort le 8 septembre 1972 , est un nageur américain.

## Biographie
Il remporte la médaille d'or au 100 mètres dos aux Jeux olympiques de 1920 et aux Jeux olympiques d'été de 1924.